# HD 50554 b
HD 50554 b是一顆體積相當於木星的太陽系外行星，質量下限是木星的4.4倍，位於雙子座。該行星由德布拉·费舍尔等人於2002年以都卜勒光譜學量測行星重力對恆星造成的運動而發現。

## 外部連結
- . The Extrasolar Planets Encyclopaedia.   [2012-08-12]. （原始内容存档于2012-06-02）.